# カリフォルニア大学サンタバーバラ校
カリフォルニア大学サンタバーバラ校（カリフォルニアだいがくサンタバーバラこう、英語: University of California, Santa Barbara）は、カリフォルニア州サンタバーバラに本部を置くアメリカ合衆国の州立大学。1891年創立、1944年大学設置。大学の略称はUC Santa Barbara/UCSB。
公立の研究型大学でカリフォルニア大学システムを構成する10校のうちの1つである。大学の略称はUCSBもしくはUC Santa Barbara。サンタバーバラから13 km、ロサンゼルスから160 km北西に位置するゴリータ近郊に414 haの広さを持つキャンパスを構えている。UCSBの起源は1891年の教員養成学校の独立に遡り、バークレー校、ロサンゼルス校に次ぐ3番目の総合州立大学として1944年にカリフォルニア大学システムに参加した。校是は "Fiat lux"（そこに光あれ/Let There Be Light）。材料学（materials)において世界ランキング１位など、多くの分野でトップランキングの研究業績を有する。

## 概要
カリフォルニア大学サンタバーバラ校（以下、UCSBとする）はパブリック・アイビーのひとつに数えられ、米国の名門公立大学として認識されている。87の学部学位と55の大学院学位を提供している3つのカレッジと2つのスクールから構成されており、18977人の学部生と2950人の大学院生が在籍している。また、カブリ理論物理学研究所（Kavli Institute for Theoretical Physics）、材料科学研究所（Material Research Laboratory）などの12の国立研究所を有している。1995年には世界的な有名大学や研究型大学を中心に構成されるアメリカ大学協会に選出され加盟した。2012年時点では、この大学における研究で6人の教員がノーベル賞を受賞しており、卒業生・関係者を含めると9人のノーベル賞受賞者を輩出した。2012年には、Times Higher Education World University Rankingsでは世界で35位、Academic Ranking of World Universities in 2012では世界で34位（工学分野では世界で6位）にランキングした。2017年には、U.S. News: Best Global University Rankings において世界で24位、同出版社のランキング U.S. National Public University Rankings では全米7位となっている。また、2000年から2017年においての各大学ノーベル賞受賞者数は世界で9位を記録した。
UCSBのスポーツチームはガウチョ（Gauchos）と呼ばれており、NCAAディビジョンIのビッグウェストカンファレンスに所属している。ガウチョは男子サッカーと男子水球でNCAA全国大会で優勝したことがある。
リベラルな学風から、ベトナム戦争が行われていた時代には反戦運動が盛んに行われていた。
1975年2月26日には学生デモが暴徒化し、サンタバーバラ市内の商店などへの投石やバンク・オブ・アメリカの支店に放火する出来事も起きた。
カリフォルニア屈指の美しいビーチと自然の山々に囲まれた高級リゾート地に位置するUCSBは、「最も天国に近いキャンパス」と称され、学術的な評価だけでなく「美しいキャンパスランキング」や「人気度ランキング」の上位常連となっている。
2017年度の合格者平均GPAは4.25(A=4.0)、そして合格者平均SATスコアは1,996点である。カリフォルニア州内で薬理学の学位を取得できる唯一の大学でもある。
「死ぬまでに一度は行きたい場所25選」に選ばれる世界一のトイレがあったり、パーティーが盛んだったりと、学業とは関係のない部分でも人気が高い。

## キャンパス

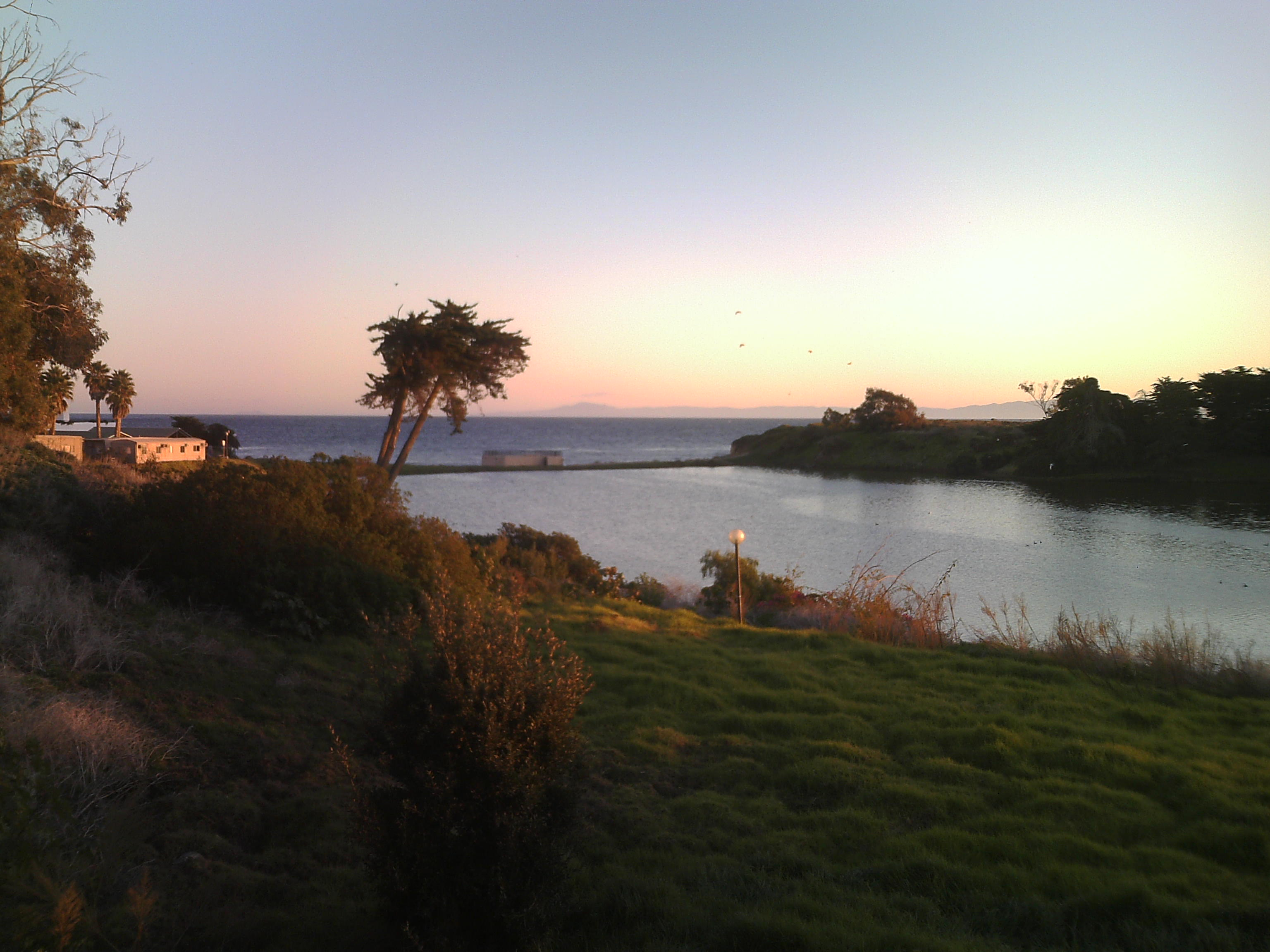
UCSBラグーン

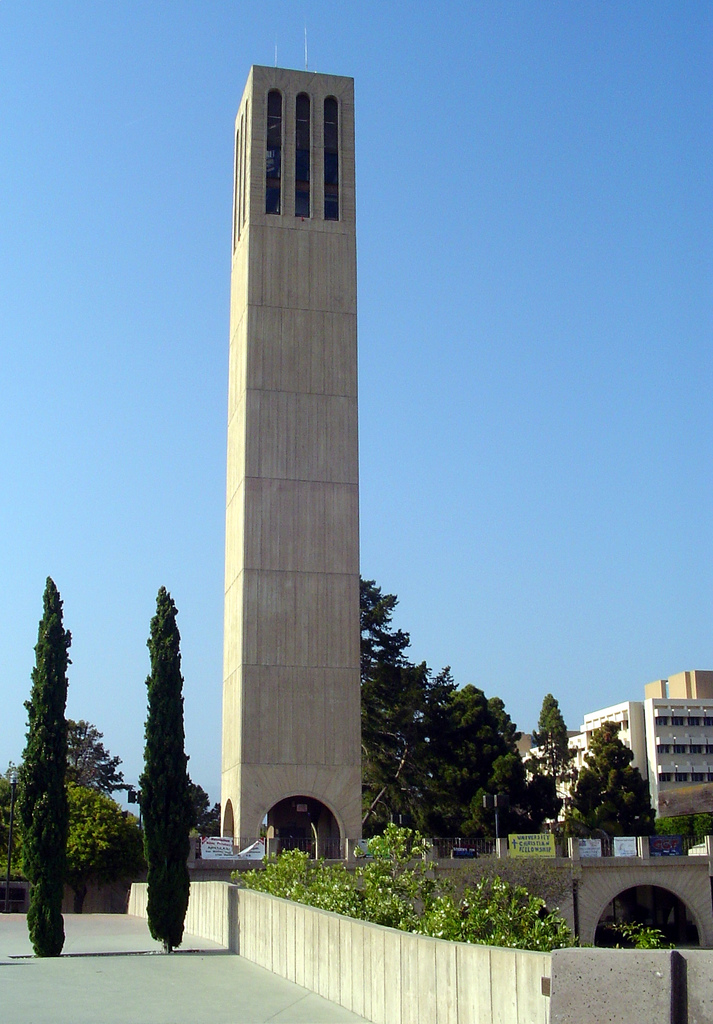
ストークタワー

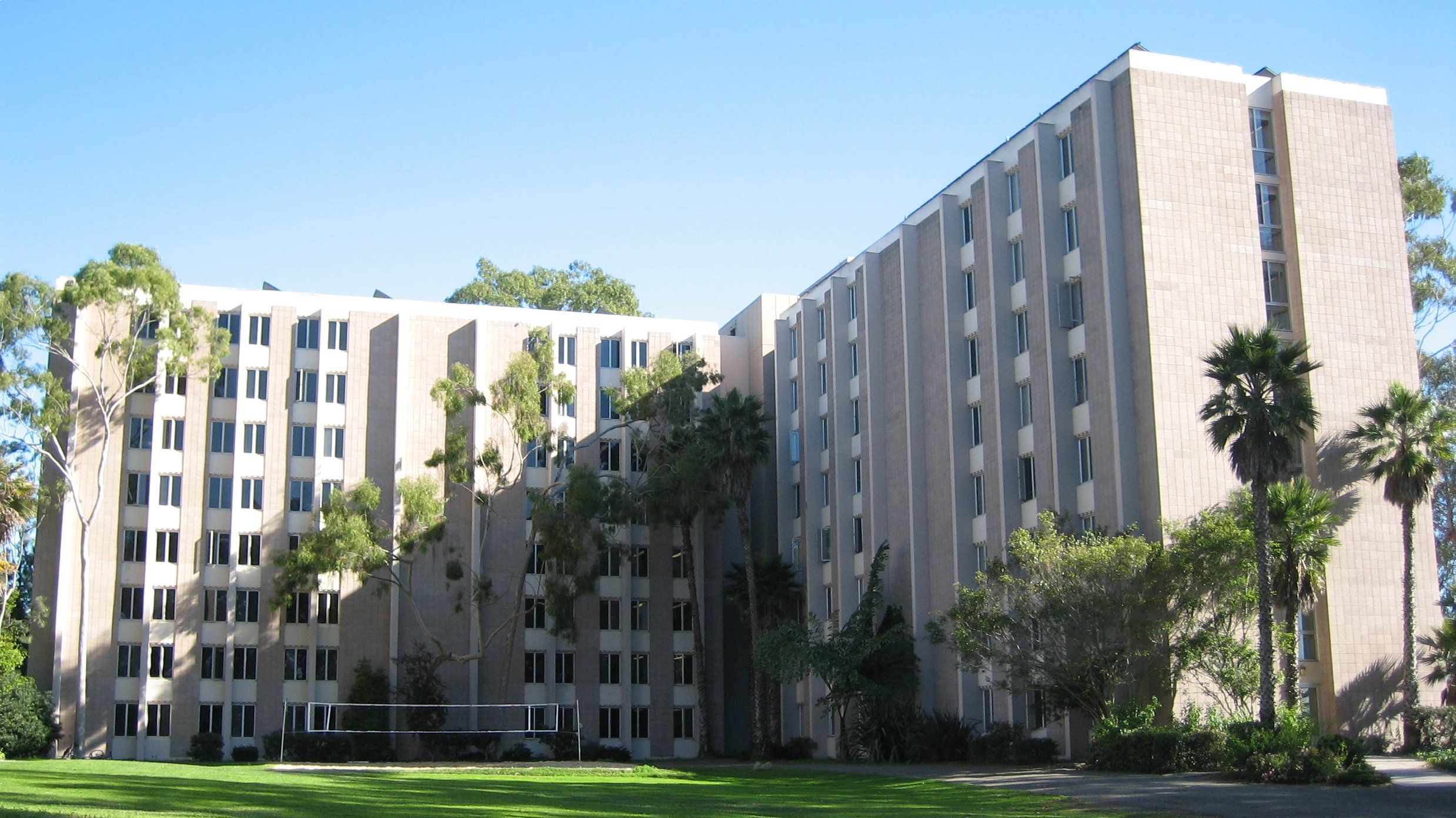
San Nicolas寮

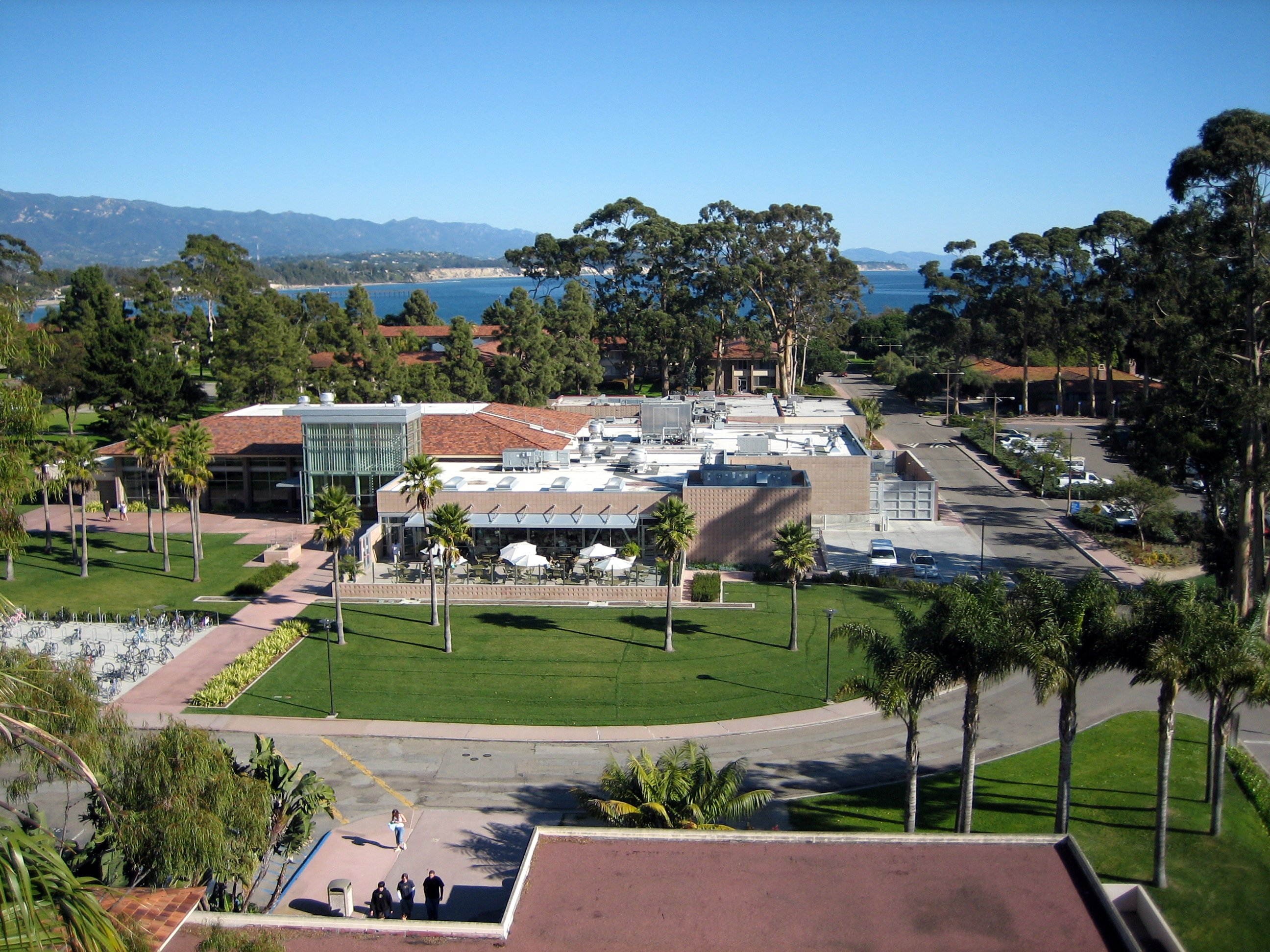
De La Guerra食堂

### キャンパス内施設
UCSBは太平洋沿岸に位置しており、数マイルに及ぶ海岸および独自のビーチやラグーンを有している。UCSBのキャンパスは、他のカリフォルニア大学のキャンパスと同様に大学の自治のために地元政府から完全に自立しており、住所はサンタバーバラであるがサンタバーバラ市やゴリータ市の一部ではない。キャンパスは、すべての学術施設および学部住宅を収容するメイン（東）キャンパスおよびストークキャンパス、西キャンパス、北キャンパスの4つ区画に分かれており、Isla Vistaのコミュニティーを取囲んでいる。
キャンパスの初期の建造物の多くは、有名な建築家のウィリアム・ペレイラとチャールズ・ラックマンによって設計され、薄く着色されパターン化されたコンクリートブロックが多用された。このデザイン様式はその後のキャンパスの建造物の多くに引き継がれている。
UCSB図書館は、デビッドソン図書館と芸術図書館から構成されており、300万以上の蔵書、数百万のマイクロ資料 、政府文書、原稿、地図、衛星や航空写真、録音などを収蔵している。
キャンベルホールは、862席の大学最大の講堂で、キャンパスや地域社会のための特別な公演、映画、講義を提供するメイン会場となっている。
ストークタワーは、1969年に建設され、サンタバーバラ群で最も高い建物である。キャンパスのほとんどの場所から眺めることができ、ストーク広場を見渡すことができる。61個のベルで5オクターブの音階を奏でるカリヨンが収容されているほか、タワーの下にはKCSB 91.9 Santa BarbaraおよびDaily Nexusの本部が設置されている。

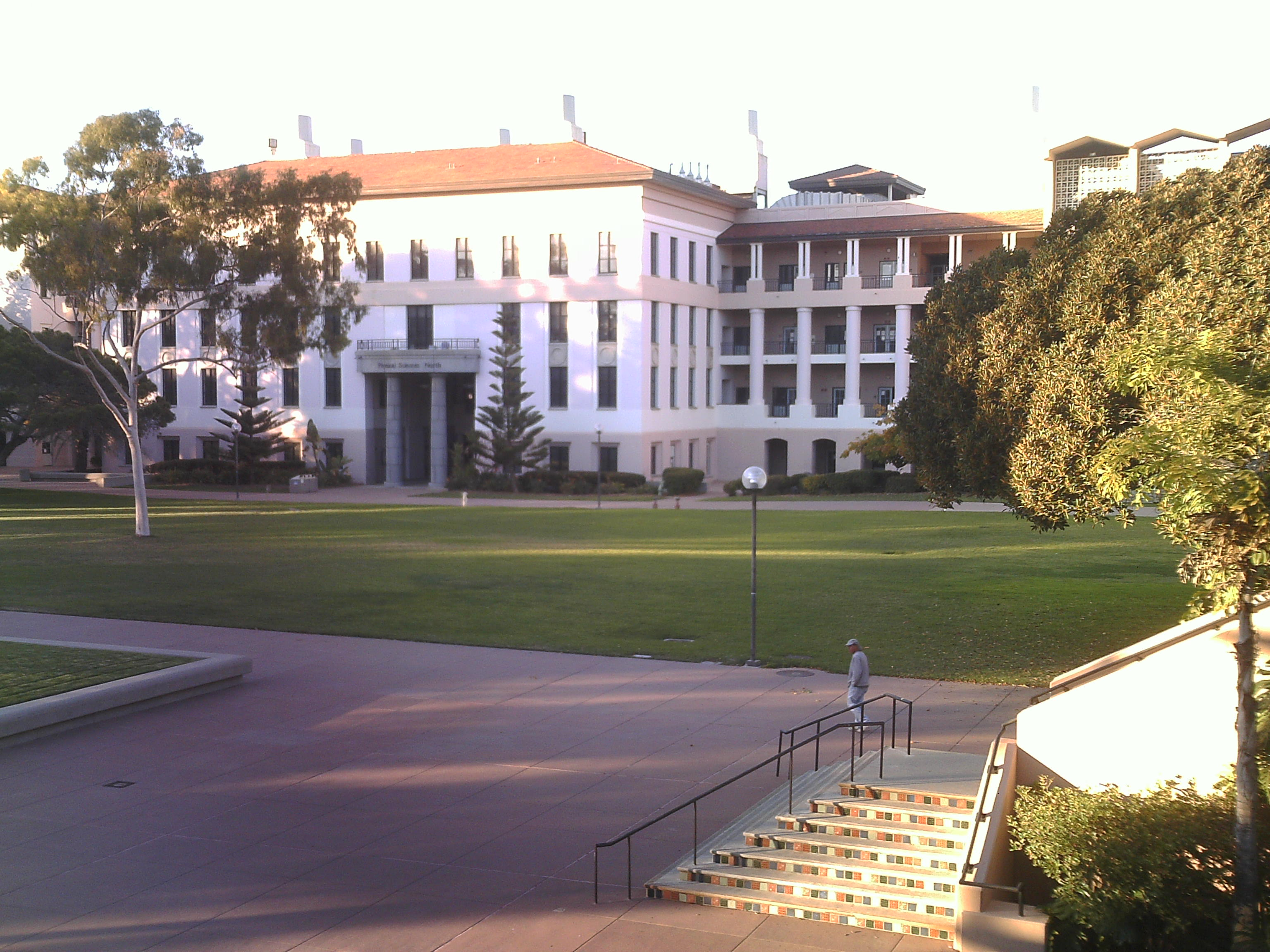
物理棟
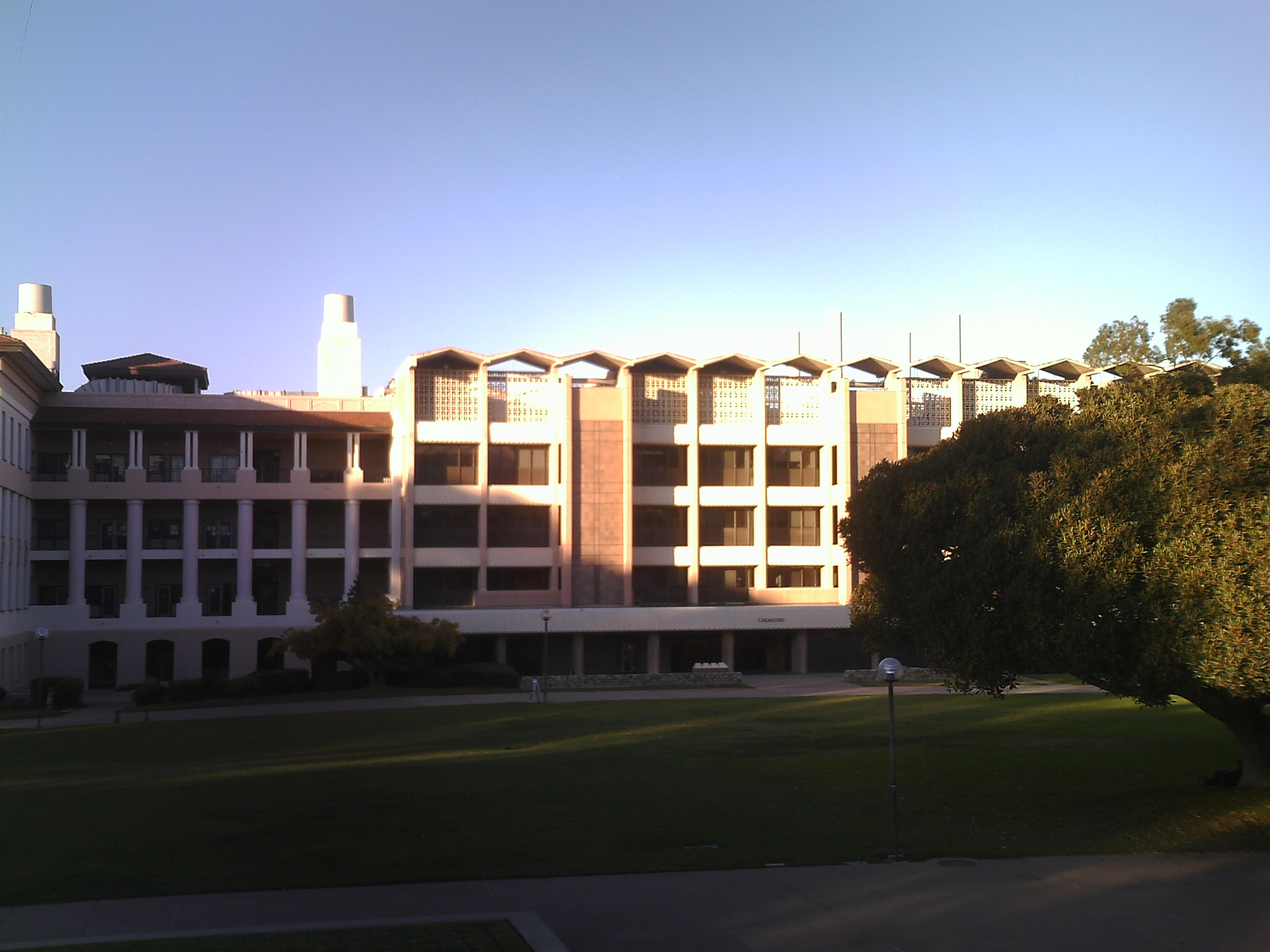
化学棟
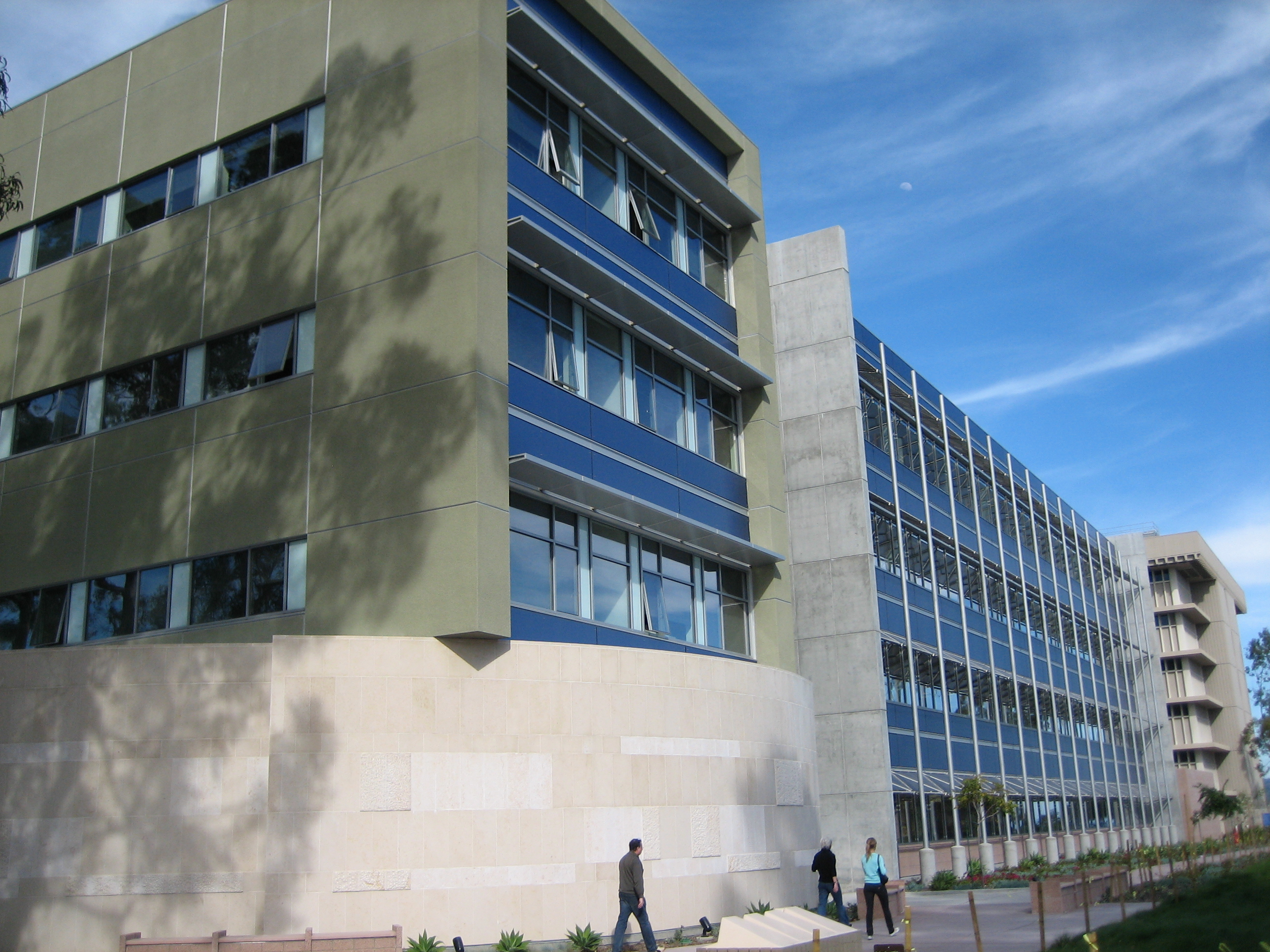
生命科学棟
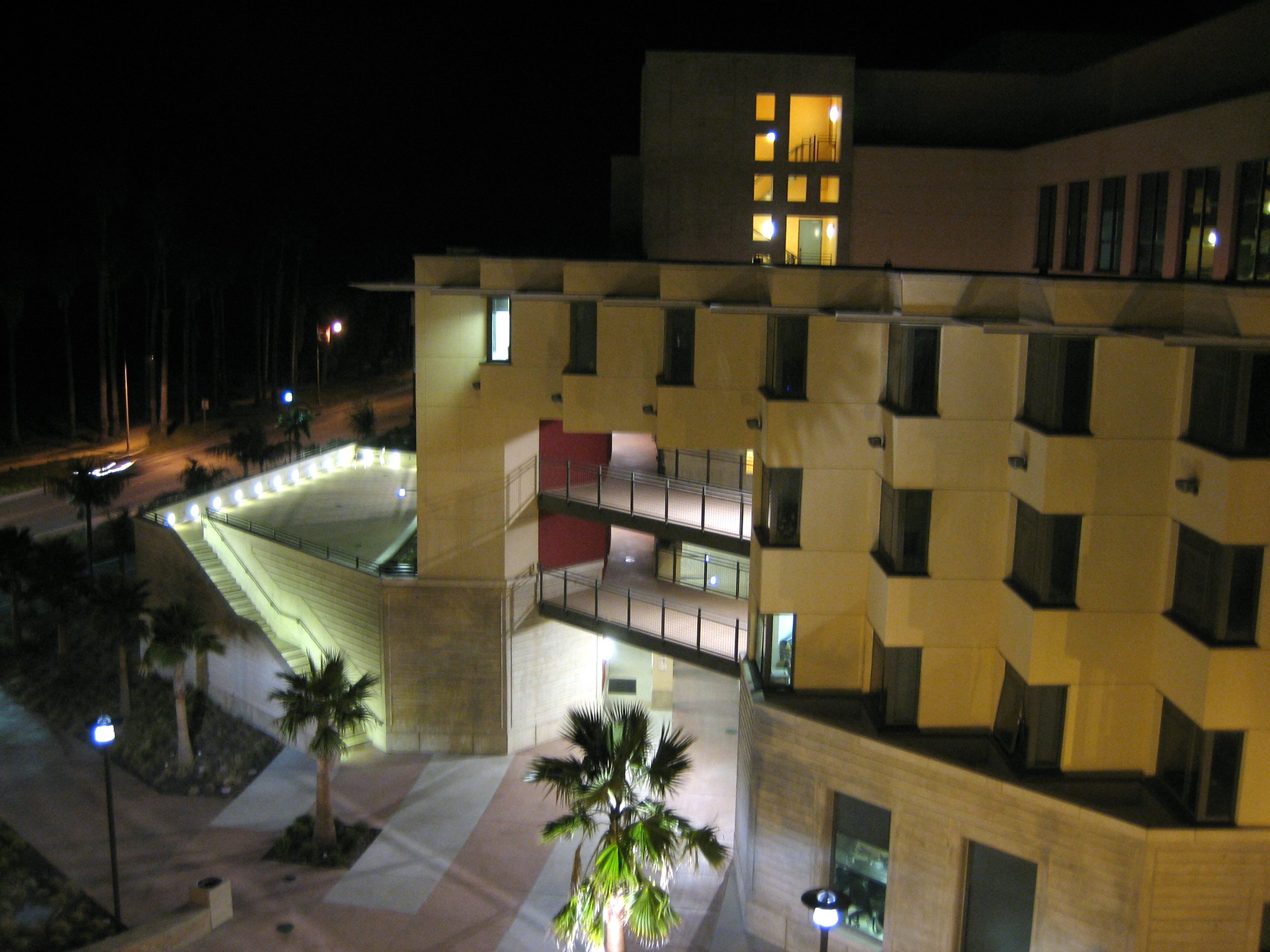
海洋科学棟

### 学部・研究科
- College of Creative Studies
- College of Engineering
- College of Letters & Science
- Bren School of Environmental Science & Management
- Gevirtz Graduate School of Education

### 国立研究所・機関
米国国立科学財団 (National Science Foundation)
- カブリ理論物理学研究所, Kavli Institute for Theoretical Physics (KITP)
- 材料科学研究所, Materials Research Laboratory (MRL)
- 国立生態系分析・統合センター, National Center for Ecological Analysis & Synthesis (NCEAS)
- 南カリフォルニア地震センター, Southern California Earthquake Center (SCEC)
- Nanotech, a part of National Nanotechnology Infrastructure Network
- Center for Nanotechnology in Society
- International Center for Materials Research
- UC Center for Environmental Implications of Nanotechnology

米国国立衛生研究所 (National Institutes of Health)
- Pacific-Southwest Regional Center for Excellence for Biodefense and Emerging Infectious Disease Research

米国エネルギー省 (Department of Energy)
- Center for Energy Efficient Materials

米国陸軍科学研究局 (Army Research Office)
- Institute for Collaborative Biotechnologies

## ランキング

### 主要世界大学ランキング
タイムズ世界大学ランキング (2012年)
- 総合：第35位 [7]
- 情報科学/工学分野：第17位 [8]
- 自然科学分野：第15位 [9]
- 生命科学分野：第39位 [10]

上海交通大学ランキング (2012年)
- 総合：第34位 [11]
- 情報科学/工学分野：第6位 [12]
- 自然科学/数学分野：第16位 [13]

### US NEWS主要大学院ランキング
- 工学：第20位[14]
  - 材料工学：第2位 [15]
  - 化学工学：第9位 [16]
  - 計算工学：第19位 [17]
  - 電気/電子/通信工学：第19位 [18]
  - 機械工学：第29位 [19]
- 自然科学
  - 物理学：第10位[20]
  - 化学：第33位[21]
  - 生物学：第46位[22]
  - 地学：第23位[23]
  - 数学：第46位[24]
  - 計算科学：第35位[25]
  - 統計学：第55位[26]
- 人文科学/社会科学
  - 教育学：第40位[27]
  - 経済学：第42位[28]
  - 英語学：第26位[29]
  - 歴史学：第42位[30]
  - 政治学：第50位[31]
  - 心理学：第40位[32]
  - 社会学：第31位[33]

## 主な著名人
教員・卒業生は幅広い分野で活躍しており、以下一部を紹介する。

### 著名教員 (過去の在籍者も含む)

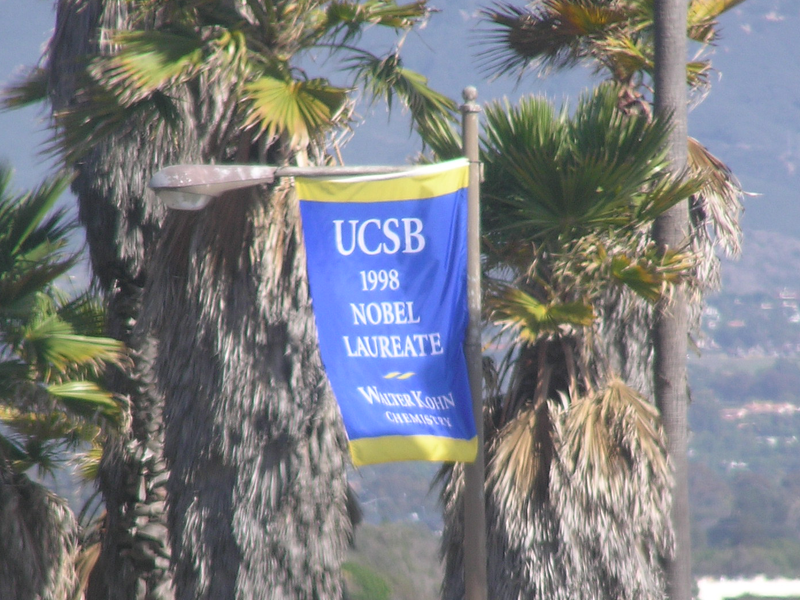

これまでにUCSBの教員は6つのノーベル賞、1つのフィールズ賞を含む数々の栄誉ある賞を受賞してきた。
- デイビッド・グロス (2004年ノーベル物理学賞受賞/カブリ理論物理学研究所所長)
- フィン・キドランド (2004年ノーベル経済学賞（アルフレッド・ノーベル記念経済学スウェーデン国立銀行賞）受賞)
- アラン・ヒーガー (2000年ノーベル化学賞受賞)
- ハーバート・クレーマー (2000年ノーベル物理学賞受賞)
- ウォルター・コーン (1998年ノーベル化学賞受賞/カブリ理論物理学研究所初代所長)

- マイケル・フリードマン (1986年フィールズ賞受賞/Microsoft Station Q所長)
- デビッド・オーシャロム (2005年バックリー賞受賞/California NanoSystems Institute所長)
- マイケル・フランク・グッドチャイルド (2007年ヴォートラン・ルッド国際地理学賞受賞)
- ウィリアム・マードック (1990年ロバート・H・マッカーサー賞受賞)[37]
- 中村修二 (2014年ノーベル物理学賞受賞/GaN系の青色LED等の発明者)

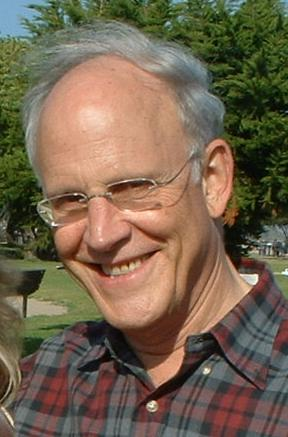
デイビッド・グロス：ノーベル物理学賞受賞（2004年）
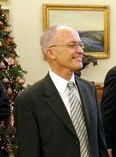
フィン・キドランド：ノーベル経済学賞（2004年）
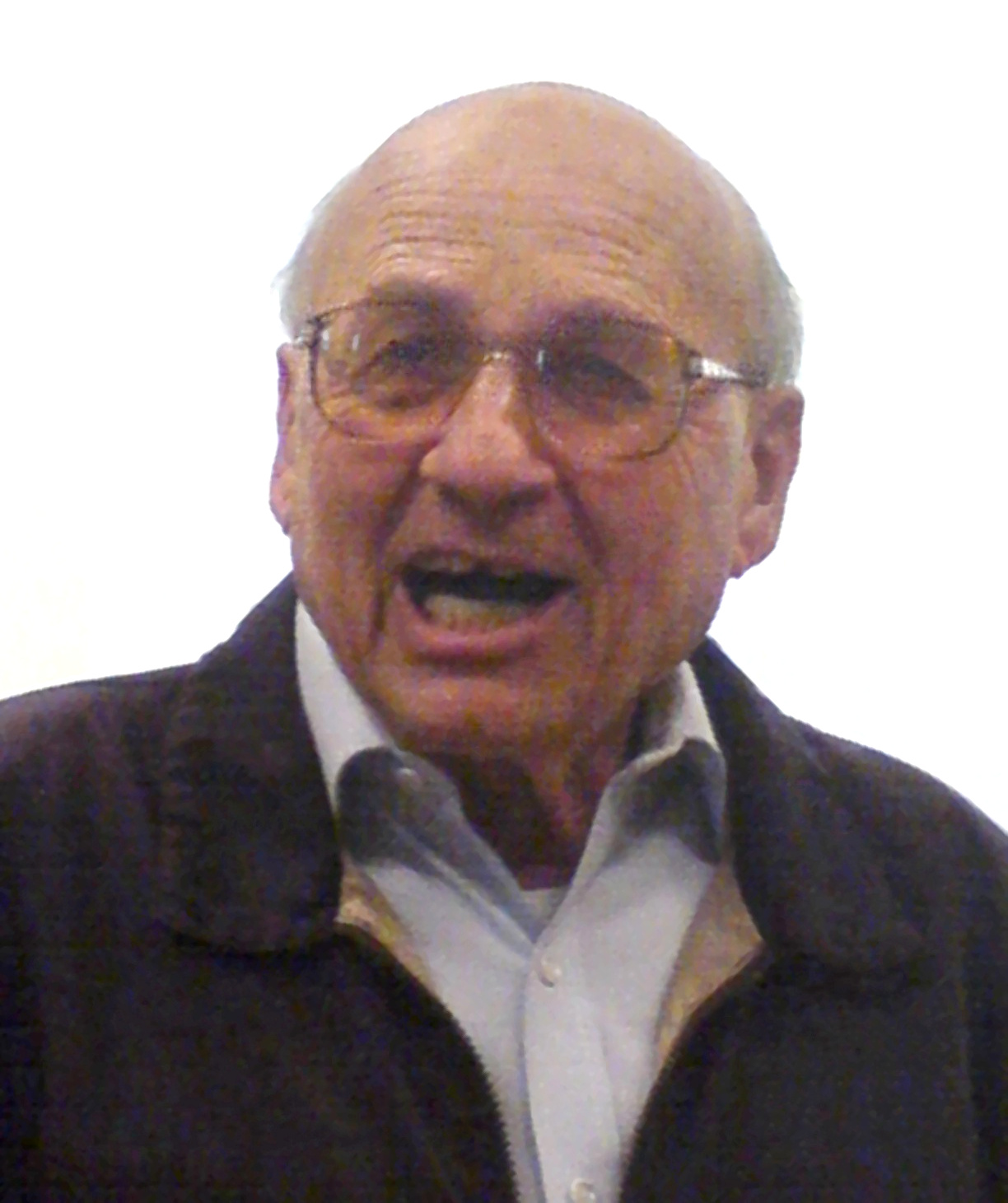
ウォルター・コーン：ノーベル化学賞受賞（1998年）
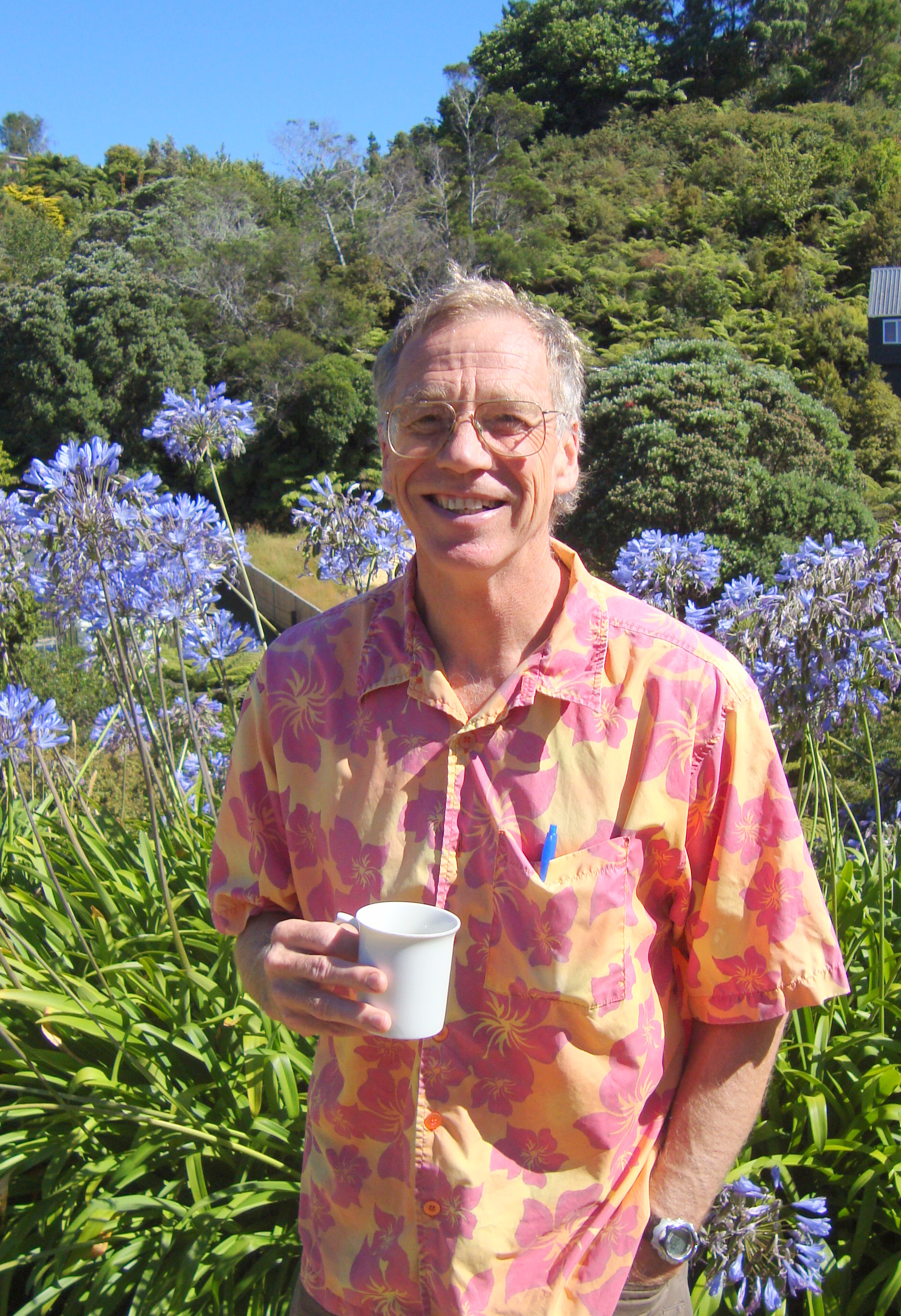
マイケル・フリードマン：フィールズ賞（1986年）

### 出身者
- 青野利彦 (国際政治学者、一橋大学教授）
- 小塩和人（歴史学者、上智大学教授）
- 武山政直（経済学者、慶應義塾大学教授）
- 立川珠里亜（弁護士）
- 津賀一宏 (パナソニックCEO)
- 中山俊秀（言語学者、東京外国語大学教授）